# دالکیت
دالکیت (به انگلیسی: Dalkeith) یک شهرک در اسکاتلند است که در میدلودین واقع شده‌است. دالکیت ۱۲٬۳۴۲ نفر جمعیت دارد.